# CEATL
El Consejo europeo de asociaciones de traductores literarios (CEATL) es una asociación internacional sin ánimo de lucro que tiene como objetivo la defensa de la traducción y los traductores literarios en Europa. Se rige por la ley belga y sus miembros son asociaciones de traductores literarios de diversos países de Europa.

## Historia
En el transcurso de las “Assises de la traduction littéraire” de Arlés, en 1987, tuvo lugar una reunión informal de traductores que tenían la intención de fundar una asociación a nivel europeo.
En 1991, en Procida, se creó oficialmente el Consejo europeo de asociaciones de traductores literarios, como asociación internacional sin ánimo de lucro regulada por la ley belga. Los países fundadores eran Alemania, Austria, Bélgica, España, Francia, Grecia, Italia, los Países Bajos y Suiza.
A principios del siglo XXI, el Consejo europeo de asociaciones de traductores literarios reúne a 34 asociaciones de 28 países de Europa y representa a unos 10.000 autores. Entre el 2000 y el 2012 se adhirieron al CEATL la mayoría de asociaciones de los países del Este así como Turquía.

## Objetivos
El Consejo europeo de asociaciones de traductores literarios persigue dos tipos de objetivos, uno interno y otro exterior.
En el plano interno, recoge informaciones sobre la situación de la traducción literaria y los traductores en los países miembros, y comparte las experiencias y ejemplos de las mejores prácticas observadas en dichos países.Con el objetivo de dignificar las tarifas que perciben los traductores, en 2007 y 2008 llevó a cabo un estudio comparativo de la remuneración del trabajo del traductor literario en los distintos países europeos disponible en castellano en la revista Vasos Comunicantes.
En el ámbito exterior, defiende los intereses legales, sociales y económicos de los traductores literarios en el contexto europeo, incluyendo una acción de lobbying cerca de la Unión Europea así como eventuales reacciones públicas a los acontecimientos o tendencias que tengan una incidencia en la profesión o en la calidad de la traducción literaria. El CEATL ayuda individualmente a las asociaciones miembros a reforzar la posición de los traductores literarios de su país.

## Países y regiones miembros
• Alemania
• Austria
• Bélgica
• Bosnia-Herzegovina
• Bulgaria
• Cataluña
• Croacia
• Dinamarca
• Eslovaquia
• Eslovenia
• España
• Finlandia
• Flandes
• Francia
• Gran Bretaña
• Grecia
• Hungría
• Irlanda
• Italia
• Lituania
• Noruega
• País Vasco
• Países Bajos
• Polonia
• Portugal
• República Checa
• Rumanía
• Serbia
• Suecia
• Suiza
• Turquía